# Gunzenhausen
Gunzenhausen – miasto w Niemczech, w kraju związkowym Bawaria, w rejencji Środkowa Frankonia, w regionie Westmittelfranken, w powiecie Weißenburg-Gunzenhausen. siedziba wspólnoty administracyjnej Gunzenhausen, chociaż miasto nie jest jej członkiem. Leży ok. 20 km na północny zachód od Weißenburg in Bayern, nad rzeką Altmühl, przy drodze B13, B466 i linii kolejowej Monachium/Augsburg – Norymberga – Berlin.

## Dzielnice
W skład miasta wchodzą następujące dzielnice: 
| - Aha (z Edersfeld) - Büchelberg - Cronheim (z Filchenhard) - Frickenfelden - Gunzenhausen - Laubenzedel (zSinderlach i Schnackenmühle) - Nordstetten - Oberasbach (z Obenbrunn) | - Pflaumfeld (z Steinacker) - Schlungenhof - Stetten (z Maicha) - Streudorf (z Höhberg i Oberhambach) - Unterasbach - Unterwurmbach (z Oberwurmbach) - Wald (z Mooskorb, Schweina, Steinabühl, Unterhambach) |

## Osoby

### Urodzone w Gunzenhausen
- Nikolaus von Bomhard, menedżer
- Johann Agricola Gunzenhausen, medyk
- Simon Marius, astronom
- Henryk Józef Nowacki, arcybiskup, współpracownik SB na szkodę kościoła
- Andreas Osiander, teolog, reformator
- Wilhelm Stählin, luterański teolog

### Związane z miastem
- Heinrich Eidam, medyk
- Heinrich Stephani, teolog